# Lorenzo Massa

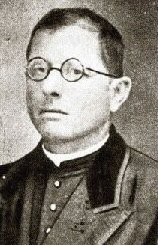
Lorenzo Massa SDB, etwa 1910

Lorenzo Bartolomé Massa SDB (* 11. November 1882 in Morón; † 31. Oktober 1949 in Buenos Aires) war ein argentinischer, römisch-katholischer Ordenspriester. Er war einer der Gründer des Club Atlético San Lorenzo de Almagro und der Pfadfindergruppierung Exploradores de Don Bosco.

## Leben
Sein Vater Lorenzo Massa war noch in Turin geboren, seine Mutter hieß Margarita Scanavini. Auch seine Schwestern Ángela und Blanca wurden Ordensleute. Er selbst ging zu den Salesianern Don Boscos. Nach Profess und Studium wurde er 1898 durch José Vespignani zum Priester geweiht.
Von 1900 bis Oktober 1902 arbeitete er als Salesianer in der Landwirtschaftsschule Don Bosco in Uribelarrea. Anschließend wirkte er als Lehrer der Theologie im Colegio Pío IX. 1908 ging er als Geschäftsführer ans Oratorio San Antonio im Stadtteil Almagro von Buenos Aires.
In diesem Jahr traf er auch eine Gruppe von fußballspielenden Jungen, die sich unter der Führung von Federico Monti selbst als Los forzosos de almagro bezeichneten. Er erlaubte ihnen den Fußballplatz des Oratoriums zu benutzen. Dies führte schließlich am 1. April 1908 zur Gründung des Club Atlético San Lorenzo de Almagro. Der Namensbestandteil San Lorenzo wurde aufgrund des Namenspatrons Laurentius von Lorenzo Massa gewählt.
1916 gründete er in Tucumán eine Schule für Kunst und Kunsthandwerk, die später nach General Belgrano genannt wurde.
Gemeinsam mit José Vespignani gründete er in Argentinien eine Pfadfindergruppierung namens Exploradores de Don Bosco.

## Verehrung
Am 31. Oktober 2008 wurden seine sterblichen Überreste in ein Mausoleum im Oratorio San Antonio übertragen. Ein Technisches Institut wurde nach ihm benannt.

## Verfilmung
Der 1954 entstandene Film El cura Lorenzo von Augusto César Vatteone mit Schauspieler Ángel Magaña erzählt die Geschichte der Gründung des Fußballclubs frei nach.